# Grécia nos Jogos Olímpicos de Verão de 2004
A Grécia competiu nos Jogos Olímpicos de Verão de 2004, em Atenas, localizada no próprio país. Sua delegação contava com 441 atletas, sendo 223 homens e 218 mulheres, e foi representada pelo Comitê Olímpico Helênico.
Os atletas ganharam um total de 16 medalhas: seis de ouro, seis de prata e quatro de bronze.

## Desempenho

### Atletismo
Masculino
| Atleta             | Evento | Preliminar | Preliminar | Quartas-de-final | Quartas-de-final | Semifinal   | Semifinal   | Final       | Final       |
| Atleta             | Evento | Marca      | Posição    | Marca            | Posição          | Marca       | Posição     | Marca       | Posição     |
| ------------------ | ------ | ---------- | ---------- | ---------------- | ---------------- | ----------- | ----------- | ----------- | ----------- |
| Hristoforos Hoidis | 100 m  | DNS        | DNS        | Não avançou      | Não avançou      | Não avançou | Não avançou | Não avançou | Não avançou |

### Natação
Masculino
| Atleta(s)             | Evento       | Eliminatórias | Eliminatórias | Semifinal   | Semifinal   | Final       | Final       |
| Atleta(s)             | Evento       | Tempo         | Posição       | Tempo       | Posição     | Tempo       | Posição     |
| --------------------- | ------------ | ------------- | ------------- | ----------- | ----------- | ----------- | ----------- |
| Apostolos Tsagkarakis | 50 m livre   | 22s72         | 24º           | Não avançou | Não avançou | Não avançou | Não avançou |
| Georgios Diamantidis  | 1500 m livre | 16min06s31    | 31º           |             |             | Não avançou | Não avançou |
| Spyridon Gianniotis   | 1500 m livre | 15min03s87    | 5º Q          |             |             | 15min03s69  | 5º          |